# 蒼野杏
蒼野杏（日语：／ Aono An，1998年7月28日—），日本寫真偶像。於神奈川縣出身。過去曾使用高杉杏這個藝名。

## 生平
2018年10月，她以高杉杏的名義出道成為寫真偶像。次月前往巴厘岛，在那開展寫真拍攝工作，以此在2019年1月推出自己首部寫真DVD《乳色魅力》（ミルキー・グラマー），在當中飾演跟觀眾交往的女高中生。4月26日，她發表寫真DVD《行板》（Andante），此作部分場景在海邊取景。次月，她出席這部作品的發售紀念活動。
7月20日，她的寫真DVD《杏的日記》（杏の日記～An’s Diary～）公開，觀眾能從中觀賞身穿兔女郎裝及各種泳衣的高杉。10月25日，她發表寫真作品《無限》（unlimited），它同樣收錄高杉穿上各種泳衣的樣子，邁那比新聞（マイナビニュース）形容當中又以「紅色泳衣的露出度為高」。
2020年1月24日，她的寫真DVD《主人與女僕》（ご主人様とメイドさん）面世。她除了如標題所顯示的般，以女僕裝登場之外，還用到繩子去輔助拍攝，飾演被綁縛者。6月20日，她在社交媒體上宣佈自己從藝能活動中引退，不過她在2個月後撤回此一說法。
2021年初，杏宣佈自己改跟另一間事務所簽約，同時放棄使用原藝名高杉杏，更名為蒼野杏。同年6月，她成為女性偶像組合「sherbet」的候補生。7月27日，sherbet宣佈她成為正式成員。她在2021年至2022年期間舉辦的國民寫真偶像大賽（国民的グラドルコンテスト）中勝出。

## 外部連結
- 蒼野杏的X（前Twitter）（日語）
- 蒼野杏的Instagram帳戶（日語）
- 蒼野杏的TikTok（日語）